# Центробанк (Крайовий Союз Кредитовий)
Центробанк — головна фінансова інституція для всієї кооперації в Галичині та її верховний організаційний центр з осідком у Львові, існувала в першій половині XX ст.
Первісна назва — Крайовий Союз Кредитовий (К. С. К.), заснований з ініціативи Костя Левицького; надзірну раду очолював Г. Кузьма, перші директори: Кость Левицький, Кость Паньківський і Г. Врецьона (згодом Омелян Саєвич).
До К. С. К. увійшло 17 кредитових кооператив і 2 торгових («Народна Торговля» у Львові і «Ризниця» у Самборі). У 1913 році К. С. К. нараховував 906 членів, у тому числі 427 кооператив, його майно сягло 1,1 млн. австрійських корон, а фінансові обороти перевищували 100 млн. корон.
У 1924 році К. С. К. реорґанізовано й перейменовано на Центральний Кооперативний Банк (скорочено Центробанк), надзірну раду якого очолювали Володимир Охримович, далі Л. Кульчицький, М. Волошин і А. Мудрик; директором був далі К. Левицький, його помічником — О. Саєвич, з 1935 в дирекції працював Степан Кузик, з 1937 — І. Ольховий (з ініціативи якого виходив місячник «Кредитова Кооперація»).
На 40-літніх ювілейних загальних зборах Центробанку, що відбулися 25 березня 1939, нараховувано 1889 членів Ц., у тому числі 1732 кооперативи, між ними 113 «Українбанків», оборотні фонди досягли 70 436 224 польських злотих.
За нацистської окупації, у 1941 — 1944, вдалося відновити діяльність Центробанку, але без кредитових кооператив. Він об'єднував 71 Українбанк, діяльність яких, як і Центробанку, була дуже обмежена; його організаційним директором був В. Кохан. З приходом на західно-українські землі більшовиків Центробанк ліквідовано.